# Stalbridge
Stalbridge est une ville dans le Dorset en Angleterre, il est situé dans le district de North Dorset. Située à 28.3 kilomètres de Dorchester. Sa population est de 2261 habitants (2001). Dans Domesday Book de 1086, il a été énuméré comme Staplebrige.